# Blood Reich
 (juillet 2021).
Si vous disposez d'ouvrages ou d'articles de référence ou si vous connaissez des sites web de qualité traitant du thème abordé ici, merci de compléter l'article en donnant les références utiles à sa vérifiabilité et en les liant à la section « Notes et références ».
Série BloodRayne
BloodRayne 2: Deliverance
(2007)
Pour plus de détails, voir Fiche technique et Distribution.
Blood Reich, ou BloodRayne : Le troisième Reich au Québec [réf. souhaitée] (BloodRayne: The Third Reich), est un film germano-canado-américain réalisé par Uwe Boll, sorti directement en DVD en 2011.
Le film est le troisième volet de la trilogie de films qui s’inspire partiellement de la série de jeux vidéo éponyme de Majesco Entertainment : BloodRayne. Il est précédé par BloodRayne et BloodRayne 2: Deliverance. 
Ce troisième volet est celui qui se rapproche le plus de la série de jeux car comme le premier jeu, l'action du film se déroule pendant la Seconde Guerre mondiale.

## Synopsis
Rayne la demi vampire combat les nazis durant la Seconde Guerre mondiale et se retrouve sur le chemin de Ekart Brand, un leader nazi. Ekart Brand a pour objectif d'injecter du sang de Rayne dans Adolf Hitler pour que ce dernier atteigne l'immortalité et enfin obtenir un éternel Troisième Reich.

## Fiche technique
- Titre original : BloodRayne: The Third Reich
- Titre français : Blood Reich
- Titre québécois : BloodRayne : Le troisième Reich [réf. souhaitée]
- Réalisation : Uwe Boll
- Scénario : Michael Nachoff
- Musique : Jessica de Rooij
- Direction artistique : Damir Gabelica et Mario Ivezic
- Décors : Marco Bittner Rosser
- Costume : Katrina McCarthy
- Photographie : Mathias Neumann
- Son : Wolfgang Herold, Manuel Karakas
- Montage : Charles Ladmiral
- Production : Uwe Boll et Dan Clarke

Production déléguée : Wolfgang Herold et Jonathan Shore
Production associée : Wolfgang Herold, Jonathan Shore, Michael Roesch et Peter Scheerer
- Sociétés de production[1] :
  - Allemagne : Boll Kino Beteiligungs GmbH & Co. KG, Herold Productions
  - Canada : Brightlight Pictures
- Sociétés de distribution :
  -  Mondial : Boll World Sales (Tous médias)
  - Allemagne : Splendid Film (DVD et Blu-Ray)
  - États-Unis, Canada : Phase 4 Films (DVD et Blu-Ray)
  - France : Elephant Films (Tous médias)
- Budget : 10 millions de $ (estimation)[2]
- Pays d’origine :  Allemagne,  Canada,  États-Unis
- Langue originale : Anglais
- Format[3] : couleur - 35 mm - 2,35:1 (Cinémascope) - son Dolby
- Genre : fantastique, action, aventures, guerre
- Durée : 76 minutes
- Dates de sortie[4] :
  - Allemagne : 6 mai 2011 (Weekend of Fear Festival) ; 24 juin 2011 (sortie directement en DVD)
  - États-Unis : 10 juin 2011 (Another Hole in the Head Film Festival) ; 5 juillet 2011 (sortie directement en DVD)
  - France : 5 février 2013 (sortie directement en DVD et Blu-ray)[5]
  - Canada : 5 juillet 2011 (directement en vidéo) [réf. souhaitée]

Classification :
- -  Allemagne : Interdit aux moins de 18 ans (FSK 18).
  -  Canada : Les personnes de moins de 18 ans doivent être accompagnées d'un adulte (18A - 18 Accompaniment).
  -  États-Unis : Interdit aux moins de 17 ans (certificat #46771) (R – Restricted) [Note 1].
  -  France : Interdit aux moins de 12 ans[5].

## Distribution
- Natassia Malthe : Rayne
- Brendan Fletcher : Nathaniel Gregor
- Michael Paré : Ekart Brand
- Clint Howard :  Doctor Mangler
- Willam Belli : Vasyl Tishenko
- Annett Culp : Magda Markovic
- Steffen Mennekes : Kaspar Jaeger
- Safiya Kaygin : Svetlana
- Davorka Tovilo : une prostituée

## Production
Uwe Boll avait d'abord prévu de tourner le film en Croatie en janvier 2008 sous le titre BloodRayne 3: Warhammer avec Kristanna Loken, l’interprète de Rayne dans le premier film, de retour mais le tournage est vite déplacé en 2010 et le titre est modifié et devient BloodRayne: The Third Reich. En février 2010, le tournage du film commence à Zagreb en Croatie avec finalement Natassia Malthe, toujours dans le rôle de Rayne, et le retour de Michael Paré est confirmé .

## Accueil

### Accueil critique
Comme les deux premiers volets, le film a reçu des critiques négatives. Le site français Sifi-universe lui a attribué une note de 20/100 déclarant "qu’il est un tantinet meilleur que le premier, si l’on prend en compte la différence de moyens engagés (...) Uwe Böll est un réalisateur exécrable et il nous offre encore ici un film d’action sans rythme, bourré d’incohérences et de lacunes dues principalement à un je-m’en-foutisme éhonté".